# Roger Wheeler
Sir Roger Neil Wheeler, GCB, CBE (* 16. Dezember 1941 in Eton, Berkshire) war ein General der British Army und zwischen 1997 und 2000 Chef des Generalstabes. Von 2001 bis 2009 hatte er das repräsentative Amt des Konstabler des Tower (Constable of the Tower) inne.

## Leben
Roger Neil Wheeler, Sohn des späteren Generalmajor Norman Wheeler und Neffe des späteren Air Chief Marshal Neil Wheeler, absolvierte seine Schulausbildung am 1515 gegründeten Allhallows College und begann 1961 ein Studium am Hertford College der University of Oxford. 1963 trat er als Leutnant (Second Lieutenant) in die Territorialarmee ein und wechselte 1964 zum Infanterieregiment Royal Ulster Rifles. Er fand in der Folgezeit zahlreiche Verwendungen als Offizier und Stabsoffizier wie zum Beispiel als Kommandeur (Commanding Officer) des 2. Bataillons der Royal Irish Rangers.
Im November 1984 wurde Wheeler als Brigadegeneral (Brigadier) Nachfolger von Brigadier Jeremy Blacker als Kommandeur der zur Britische Rheinarmee (British Army of the Rhine) gehörenden 11. Panzerbrigade (11th Armoured Brigade). Auf diesem Posten blieb er bis November 1986 und wurde daraufhin von Brigadegeneral Jeremy Phipps abgelöst. Im Juni 1987 wechselte er in den Generalstab des Heeres und war dort als Nachfolger von Brigadegeneral Richard Swinburn bis zu seiner Ablösung durch Brigadier Peter J. Sheppard im Mai 1989 Leiter der Abteilung Heeresplanung (Director of Army Plans). Danach wurde er im August 1989 als Generalmajor (Major-General) erneut Nachfolger von Major-General Richard Swinburn als Kommandeur (General Officer Commanding) der 1. Panzerdivision (1st Armoured Division). Diese Funktion bekleidete er bis Oktober 1990 und wurde dann von Generalmajor Rupert Smith abgelöst. Er selbst wiederum übernahm im November 1990 abermals von Generalmajor Richard Swinburn die Funktion als Assistierender Chef des Generalstabes (Assistant Chief of the General Staff, British Army) und verblieb in dieser bis Dezember 1992, woraufhin Generalmajor Michael Walker seine dortige Nachfolge antrat.
Danach wurde Generalleutnant (Lieutenant-General) Roger Wheeler im Januar 1993 Nachfolger von Lieutenant-General John Wilsey als Kommandeur des Militärbezirks Nordirland (General Officer Commanding, Northern Ireland District) und hatte dieses Kommando bis zu seiner Ablösung durch Generalleutnant Rupert Smith im März 1995 inne. Während dieser Zeit wurde er am 12. Juni 1993 zum Knight Commander des Order of the Bath (KCB) geschlagen, sodass er fortan den Namenszusatz „Sir“ führte. Zwischen März 1995 und März 1996 fungierte er während des Bosnienkrieges als Kommandeur der in Bosnien-Herzegowina stationierten britischen Streitkräfte. Im März 1996 übernahm er als General abermals von General John Wilsey das Amt als Oberkommandierender des Land Command und verblieb in dieser Verwendung bis Januar 1997, woraufhin wieder General Michael Walker seine dortige Nachfolge antrat. In dieser Zeit wurde er am 31. Dezember 1996 auch zum Knight Grand Cross des Order of the Bath (GCB) geschlagen.
Zuletzt übernahm General Sir Roger Neil Wheeler im Februar 1997 als Nachfolger von General Charles Guthrie das Amt als Chef des Generalstabes (Chief of the General Staff) der British Army, das er bis zu seinem Ausscheiden aus dem aktiven Militärdienst im April 2000 innehatte. Sein Nachfolger wurde daraufhin erneut General Michael Walker. Im August 2000 wurde er Nachfolger von Field Marshal Peter Inge, Baron Inge als Konstabler des Tower (Constable of the Tower of London) und war damit der höchste Offizier des Tower of London. Er hatte dieses Amt bis Juli 2009 inne und wurde daraufhin erneut von General Richard Dannatt abgelöst. Er wurde ferner Commander des Order of the British Empire (CBE).